# Cybertron
Cybertron es un planeta ficticio de donde provienen los Transformers, en las diversas encarnaciones de ficción de los metaseries y línea de juguetes de Hasbro. Es bastante más pequeño que la Tierra según aparece en la saga "countdown to extinction" de la serie animada G1, y consta de dos lunas, las cuales están constituidas por metales. En la serie japonesa, el planeta se conoce como "Cybertron" (que se muestra por primera vez en la embalaje japonesa de Fuerza Galaxy, si bien "Cybertron" es el nombre japonés para "Autobot"), pronunciado como セイバートロン (Seibātoron). Cybertron está poblado por formas de vida mecánicas de tamaño variable que pueden transformarse en todo tipo de maquinaria. Estos se llaman Cybertronianos. En Transformers: el lado oscuro de la luna es dos veces más grande que la Tierra.

## Series Animadas

### Generación 1
Las lunas del planeta se constituyeron durante mucho tiempo en el centro de operaciones de los Autobots y los Decepticons. En la película animada de 1986, Estas lunas fueron prácticamente exterminadas por el voraz apetito de Unicron (quien necesita de partículas de metal para obtener su energía) y, a no ser por la intervención de los Autobots, comandados por Rodimus Prime (sucesor en el liderazgo de los Autobots tras la muerte de Optimus Prime y con la ayuda de "la Matriz", Cybertron hubiera quedado totalmente destruido a manos del gigante devorador de planetas). Una vez destruido Unicron, su cabeza quedó atrapada dentro de la gravedad del planeta, orbitando como una nueva luna cybertroniana.

### Animated
Transformers Animated se destaca sobre otras continuidades por tener un Cybertron que aun no ha decaido al punto de ser inhospitable. Los Autobots gobiernan el planeta tras vencer a los Decepticons en "la gran guerra". Esto resulta en una enorme campaña de propaganda en contra de los Decepticons, quienes han sido exiliados de su planeta natal. La indignacion de esto sumado a su ciudad capital, Kaon, siendo convertida en una prisión, y la destrucción de los planetas colonizados por los Decepticons, le dan a Megatron el incentivo que necesita para formar su ejército y vengarse de la facción enemiga, con el plan de reconquistar Cybertron y imponer su propia dictadura. También se muestra que los Autobots en Cybertron tienen un fuerte rechazo hacia las formas de vida orgánicas, como los seres humanos, y a los Transformers creados en el planeta Tierra.

### Continuidad Alienada
En la "Continuidad Alineada" de Transformers, Cybertron se volvió inhospitable tras ser devastada por la guerra entre Autobots y Decepticons, lo cual sucede en los videojuegos Transformers: War for Cybertron y su secuela. Esto fuerza a los Autobots a continuar su lucha en la tierra, donde suceden los eventos de Transformers: Prime. Después de la película titulada "Predacons Rising", Cybertron es restaurda, y en Robots in Disguise, se puede ver que su población fue reconstruida cuando los Transformers volvieron al planeta.

## Películas
En la saga de la película de acción en vivo, dirigida por Michael Bay, Cybertron se representa tanto en la misma forma que en el material de origen: el planeta hogar de la carrera del transformador. Como se ha descrito en la primera película, la Chispa Suprema es el origen de la vida en Cybertron, y durante miles de años, su población creció y se desarrolló un estado global, pacífico y justo, que queda así durante millones de años hasta que la guerra por la posesión de la Chispa Suprema que estalló. La guerra fue tan devastadorá que asoló el planeta hasta que fue consumido por la muerte, y la única manera de restaurar Cybertron a su antigua gloria fue a través de la recuperación de la Chispa Suprema, que es la premisa de la que el inicio ciclo de cine y el progreso de su clímax.

### Transformers (2007)
En el clímax de la primera película, Transformers, la Chispa Suprema (a manos de Sam Witwicky) se destruye para matar a Megatron, haciendo que la restauración de Cybertron fuera imposible. Optimus Prime declara a la Tierra como el nuevo hogar de los Autobots. Cybertron no se muestra como una esfera metálica perfecta, sino como una cáscara montañosa de un planeta con grandes torres con forma de árbol. Una región bajo el control de los Decepticons que había mostrado a los Cybertronianos muertos, ya sea colgando de ellos, o hacia la izquierda en las "ramas" que han sido devastadas por la guerra.

### Transformers: Revenge of The Fallen (2009)
En la segunda película, Transformers: la venganza de los caídos, Cybertron fue mencionada por Optimus Prime cuando le dijo a Sam que la Tierra no debe compartir el mismo destino que Cybertron: "Generaciones enteras se perdieron". Teniendo en cuenta estas declaraciones y la llegada continua de ambas fuerzas Autobots y Decepticons en la Tierra, no está claro si Cybertron está aún poblado por su gente en este punto.

### Transformers: Dark of the Moon (2011)
En la tercera película, Transformers: el lado oscuro de la luna, Sentinel Prime (Autobot traidor) intenta usar los pilares de su puente espacial para transportar a Cybertron justo al lado de la Tierra y al mismo tiempo conquistar la Tierra para usar a los humanos como esclavos para reconstruirla. Cuando el transporte se interrumpe aproximadamente a la mitad, la mitad transportada de Cybertron se colapsa sobre sí misma y parece ser destruida. 

### Transformers: Age of Extinction (2014)
Cybertron nunca se ve ni se menciona en la cuarta película, Transformers: la era de la extinción, aunque los Autobots enfrentados y asesinados por Lockdown con Cemetery Wind, que trabaja para los Creadores, lo que indica que posiblemente Cybertron fue de hecho destruida. 

### Transformers: el último caballero (2017)
En la quinta película, Transformers: el último caballero, Cybertron, aunque extremadamente dañado, todavía estaba lo suficientemente intacto como para seguir siendo la base de Quintessa, la diosa creadora de Optimus Prime y todos los cybertronianos. Quintessa pilotó el planeta a la Tierra, donde tenía la intención de usar su cetro mágico (que fue llevado por sus doce Caballeros guardianes de Iacon al traicionarla, para entregar al mago humano Merlín), para drenar la energía de Unicron (que se reveló como el núcleo de la Tierra) y así restaurar Cybertron (en terminar lo que Sentinel Prime empezó). Con este fin, encargó a Megatron y lavó el cerebro de Optimus Prime para recuperar el cetro y poder destruir el planeta. En la batalla por el cetro, Quintessa usó su poder para comenzar a juntar los continentes del planeta, con las masas de la tierra del exoplaneta arrastrando continentes enteros mientras se reparaba a sí misma. Afortunadamente, Optimus Prime, liberado de su lavado de cerebro, logró ayudar a la descendiente de Merlín, Viviane Wembley y Cade Yeager a detener el plan de Quintessa, salvando la Tierra y derrotando tanto a Megatron como a la diosa cybertroniana. A pesar de detener el drenaje de la energía de la Tierra, se devolvió lo suficiente a Cybertron para permitir que se volviera habitable y de soporte vital una vez más, lo que permitió que los Autobots volvieran a casa por fin. Cybertron y el destino de la Tierra también se unieron para siempre a sus destinos por este evento, y tanto los humanos como los Autobots comenzaron a reconstruir sus mundos juntos.

### Bumblebee (2018)
En Bumblebee, comienza en el inicio en que Cybertron cae en una guerra entre los Autobots y los Decepticons. Optimus Prime manda a los Autobots sobrevivientes a evacuar Cybertron, y huir a través de la galaxia, pero envía a Bumblebee (llamado originalmente B-127) a la Tierra e instalar una base secreta para que los Autobots puedan sobrevivir, y debe proteger el planeta, porque si los Decepticons lo encuentran, así acabarían con los Autobots para siempre, al igual que la humanidad.

### Transformers One (2024)
En Transformers One, antes del comienzo de la guerra, Primus fue el creador los primeros trece Primes, luego de convertirse en el planeta Cybertron, y dándoles un artefacto místico conocido como la Matriz del Liderazgo para darles Energon a todo el planeta y protegerla de los invasores Quintessons. Tras la pérdida de la Matriz, el Energon de Cybertron se ha secado, lo que obliga a los Cybertronianos a extraer depósitos de Energon en las profundidades de las minas para sobrevivir, guiados por su líder, Sentinel Prime, siendo el único al proteger el planeta de los Quintessons y buscando la Matrix de Liderazgo que intenta encontrar. Los mejores amigos Orión Pax y D-16, se unen a Elita y B-127, al embarcarse en una aventura para encontrar respuestas hasta conocer a Alpha Trion, el último de los Primes, quién les explica la terrible verdad de que Sentinel solo era el asistente de los Primes, quienes intentaron proteger Cybertron de los Ouintessons, fueron traicionados y asesinados por él, para obtener la Matriz de Liderazgo para sí mismo, pero se desmoronó en polvo por su corrupción e hizo un trato con los Quintessons, y ha tenido bots que no tienen engranajes para extraer Energon y dárselo a los Quintessons para dejar a Sentinel que gobierne Cybertron. Luego de la rebelión contra Sentinel, él es asesinado por D-16, ahora llamándose Megatron, quién toma el liderazgo de Cybertron, ordenando a la Guardia de Élite para destruir Iacon, y Orión Pax traicionado por su amigo, es resucitado por los espíritus de los Primes, obtieniendo la Matriz de Liderazgo y ahora es nombrado Optimus Prime. Luego de un enfrentamiento, Optimus destierra a Megatron y a la Guardia de Élite de Iacon por sus crímenes de guerra y ahora como el nuevo líder, usa la Matriz de Liderazgo para restaurar los engranajes a los mineros y el Energon fluye nuevamente en Cybertron. Optimus bautiza a sus seguidores como los Autobots y envía un mensaje advirtiendo a los Quintessons que se mantengan alejados.
Al final, Megatron ha rebautizado a la Guardia de Élite como los Decepticons, quienes buscan tomar el control de Cybertron, dando comienzo a la guerra contra los Autobots.